# Сент-Вінсентс-Сент-Стівенс-Пітерс-Рівер
Сент-Вінсентс-Сент-Стівенс-Пітерс-Рівер (англ. St. Vincent's-St. Stephen's-Peter's River) — містечко в Канаді, у провінції Ньюфаундленд і Лабрадор.

## Населення
За даними перепису 2016 року, містечко нараховувало 313 осіб, показавши скорочення на 7,9%, порівняно з 2011-м роком. Середня густина населення становила 3,6 осіб/км².
З офіційних мов обидвома одночасно не володів жоден з жителів, тільки англійською — 310.
Працездатне населення становило 33,9% усього населення, рівень безробіття — 45% (33,3% серед чоловіків та 62,5% серед жінок). 90% осіб були найманими працівниками, а 10% — самозайнятими.

## Клімат
Середня річна температура становить 5,2°C, середня максимальна – 18,2°C, а середня мінімальна – -8,8°C. Середня річна кількість опадів – 1 597 мм.
| Клімат поселення                              | Клімат поселення | Клімат поселення | Клімат поселення | Клімат поселення | Клімат поселення | Клімат поселення | Клімат поселення | Клімат поселення | Клімат поселення | Клімат поселення | Клімат поселення | Клімат поселення | Клімат поселення |
| Показник                                      | Січ.             | Лют.             | Бер.             | Квіт.            | Трав.            | Черв.            | Лип.             | Серп.            | Вер.             | Жовт.            | Лист.            | Груд.            |                  |
| Середній максимум, °C                         | 1,49             | 0,95             | 3,15             | 7,36             | 11,55            | 15,36            | 17,08            | 18,18            | 15,50            | 10,93            | 6,66             | 2,48             |                  |
| Середня температура, °C                       | −3,37            | −3,91            | −1,71            | 2,50             | 6,70             | 10,51            | 13,96            | 15,08            | 12,39            | 7,82             | 3,55             | −0,63            |                  |
| Середній мінімум, °C                          | −8,22            | −8,75            | −6,57            | −2,36            | 1,83             | 5,66             | 10,86            | 11,96            | 9,27             | 4,70             | 0,44             | −3,75            |                  |
| Норма опадів, мм                              | 150              | 127              | 139              | 122              | 116              | 130              | 122              | 114              | 137              | 146              | 151              | 143              |                  |
| Середньомісячна швидкість вітру, м/с          | 8.72             | 7.70             | 7.26             | 6.64             | 5.78             | 5.22             | 5.02             | 5.15             | 5.82             | 6.77             | 7.55             | 8.32             |                  |
| Середньомісячна сонячна радіація, кДж/м²·день | 3941             | 6686             | 10636            | 14071            | 17208            | 19148            | 18909            | 16187            | 12311            | 7435             | 4257             | 3155             |                  |
| --------------------------------------------- | ---------------- | ---------------- | ---------------- | ---------------- | ---------------- | ---------------- | ---------------- | ---------------- | ---------------- | ---------------- | ---------------- | ---------------- | ---------------- |
| Джерело:                                      |                  |                  |                  |                  |                  |                  |                  |                  |                  |                  |                  |                  |                  |